# John Harvey (psycholog)
John H. Harvey (ur. 1 stycznia 1943) – amerykański psycholog, profesor University of Iowa. Jego zainteresowania badacze dotyczą psychologicznej teorii atrybucji (do której wniósł istotny wkład), psychologii społecznej oraz psychologicznych aspektów bliskich związków międzyludzkich. 
Odnosząc się do wprowadzonego przez Allana R. Bussa rozróżnienia działań (są podejmowane przez ludzi i mają określony cel) i zdarzeń (są wynikiem działania sił fizycznych i nie są kierowane przez żadną osobę), Harvey wspólnie z Jalie Tucker wykazał, że jednostki inaczej wyjaśniają pojawienie się tych pierwszych, a inaczej tych drugich. W związku z tym doświadczenia dotyczące świata zewnętrznego będą się znacząco różnić w zależności od tego, czy dotyczą one świata społecznego (reprezentowanego przez działania), czy też dotyczą one świata pozaspołecznego (reprezentowanego przez zdarzenia).

## Ważniejsze dzieła
- Social psychology: An attributional approach (1977) (współautor: W. P. Smith)
- Attribution (1989) (współautorzy: G. Weary, M. A. Stanley)
- Embracing their memory: Loss and the social psychology of story-telling (1996)
- Children of divorce: Stories of loss and growth (2004) (współautor: M. Fine)